# Nidularium bocainensis
Nidularium bocainensis är en gräsväxtart som beskrevs av Elton Martinez Carvalho Leme. Nidularium bocainensis ingår i släktet Nidularium och familjen Bromeliaceae. Inga underarter finns listade i Catalogue of Life.